# Damaeus australis
Damaeus australis är en kvalsterart som först beskrevs av Banks 1895.  Damaeus australis ingår i släktet Damaeus och familjen Damaeidae. Inga underarter finns listade i Catalogue of Life.